# Strömungsprofil

Ungestörte Strömungsprofile in einem Rohr. Laminare Strömung, Turbulente Strömung in einem glatten und rauen Rohr.

Das Strömungsprofil ist ein Begriff der Fluidmechanik, insbesondere der Durchflussmesstechnik. Es bezeichnet die ortsabhängige Verteilung {\displaystyle v(r)} der Strömungsgeschwindigkeit {\displaystyle v} im Querschnitt einer Strömung. Strömt ein Fluid z. B. durch ein Rohr (oder einen Kanal oder ein Gerinne), so ist die Geschwindigkeitsverteilung über den Querschnitt nicht konstant, sondern typischerweise Null an der Rohrwand und maximal in der Rohrmitte.
Man unterscheidet:
- gestörte Profile, die am Ein-, Auslauf, hinter Biegungen[1], Reduzierungen, Aufweitungen und hineinragenden Elementen einer Strömung vorliegen. Das Strömungsprofil kann asymmetrisch zur Rohr- oder Kanalachse sein und ändert sich in Strömungsrichtung.
- ungestörte (oder voll ausgebildete) Profile, die sich in Strömungsrichtung nicht mehr ändern. Die Geschwindigkeitsverteilung ist symmetrisch zur Rohr- oder Kanalachse.

Nach einer von der Störung abhängigen Länge (für Rohrleitungen etwa 10 bis 60 Durchmessern) geht das gestörte Strömungsprofil in das voll ausgebildete über.
In Rohrströmungen hängt die Form eines voll ausgebildeten Strömungsprofils ab von der Reynoldszahl (d. h. mittlere Strömungsgeschwindigkeit, Viskosität des Fluids und Durchmesser des Rohres) sowie der Rauheit der Rohrwand:
- ist die Reynoldszahl kleiner ca. 2500, so liegt eine laminare Strömung vor, und das ungestörte Strömungsprofil ist parabelförmig.
- ist die Reynoldszahl größer 10.000, so liegt eine turbulente Strömung vor, und das Strömungsprofil kann über ein Potenzgesetz beschrieben werden:

{\displaystyle v(r)=v_{\mathrm {max} }\cdot (1-r/R)^{1/n}}
Hierbei ist
- {\textstyle v(r)} die Strömungsgeschwindigkeit im Abstand {\textstyle r} von der Rohrachse
- {\displaystyle v_{\mathrm {max} }} die Strömungsgeschwindigkeit in der Rohrmitte
- {\textstyle R=D/2} der Radius des Rohrinnenquerschnitts
- {\displaystyle n} ein Exponent, der schwach  von der Reynoldszahl und der Rauheit der Rohrinnenwand abhängt. Für Reynoldszahlen größer etwa {\textstyle 2\cdot 10^{6}} ist er nicht mehr von der Reynoldszahl abhängig, sondern konvergiert gegen einen Wert von etwa 10.[3]